# 日本航空網絡

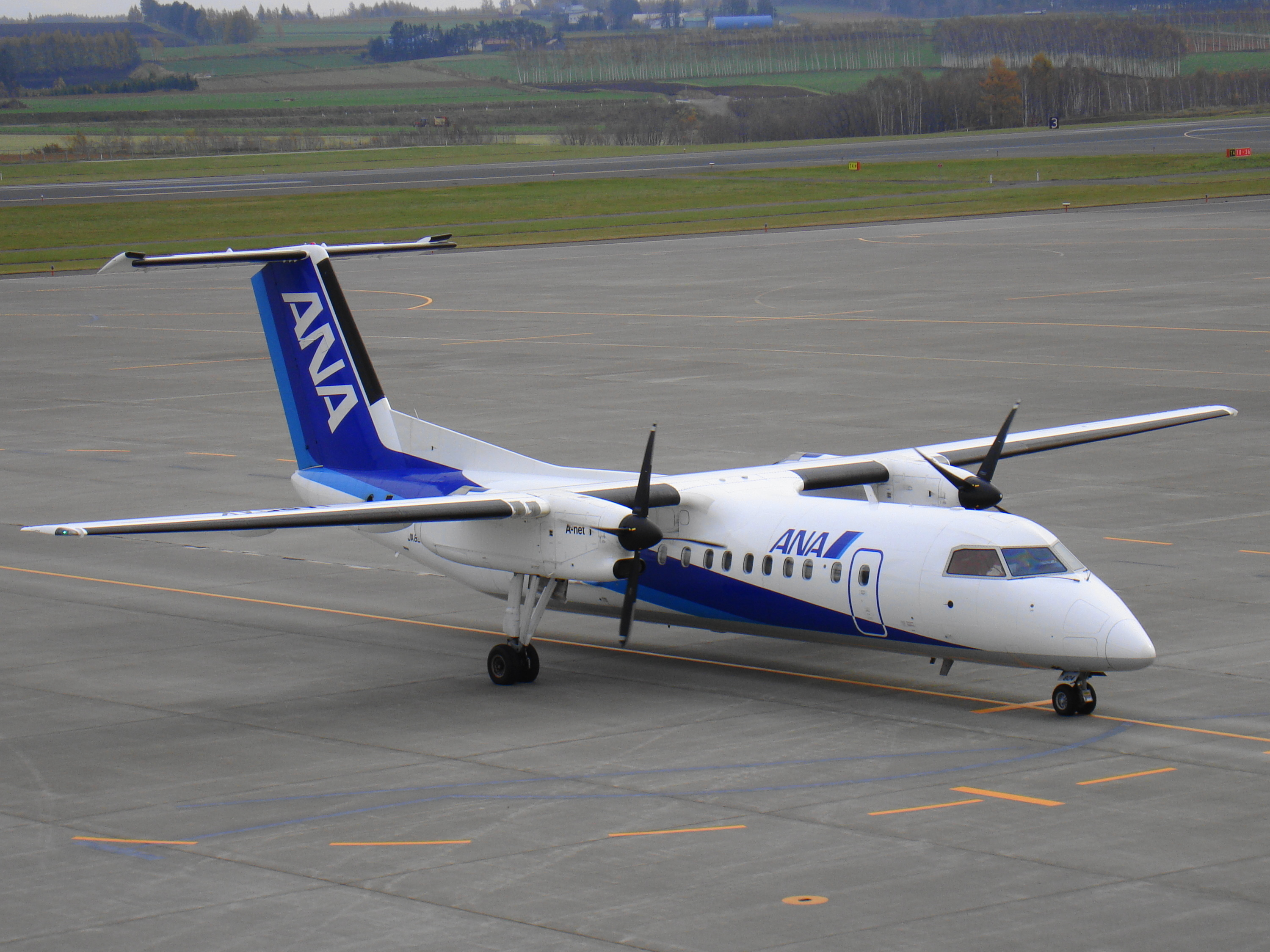
Dash 8 Q300 全日空塗裝

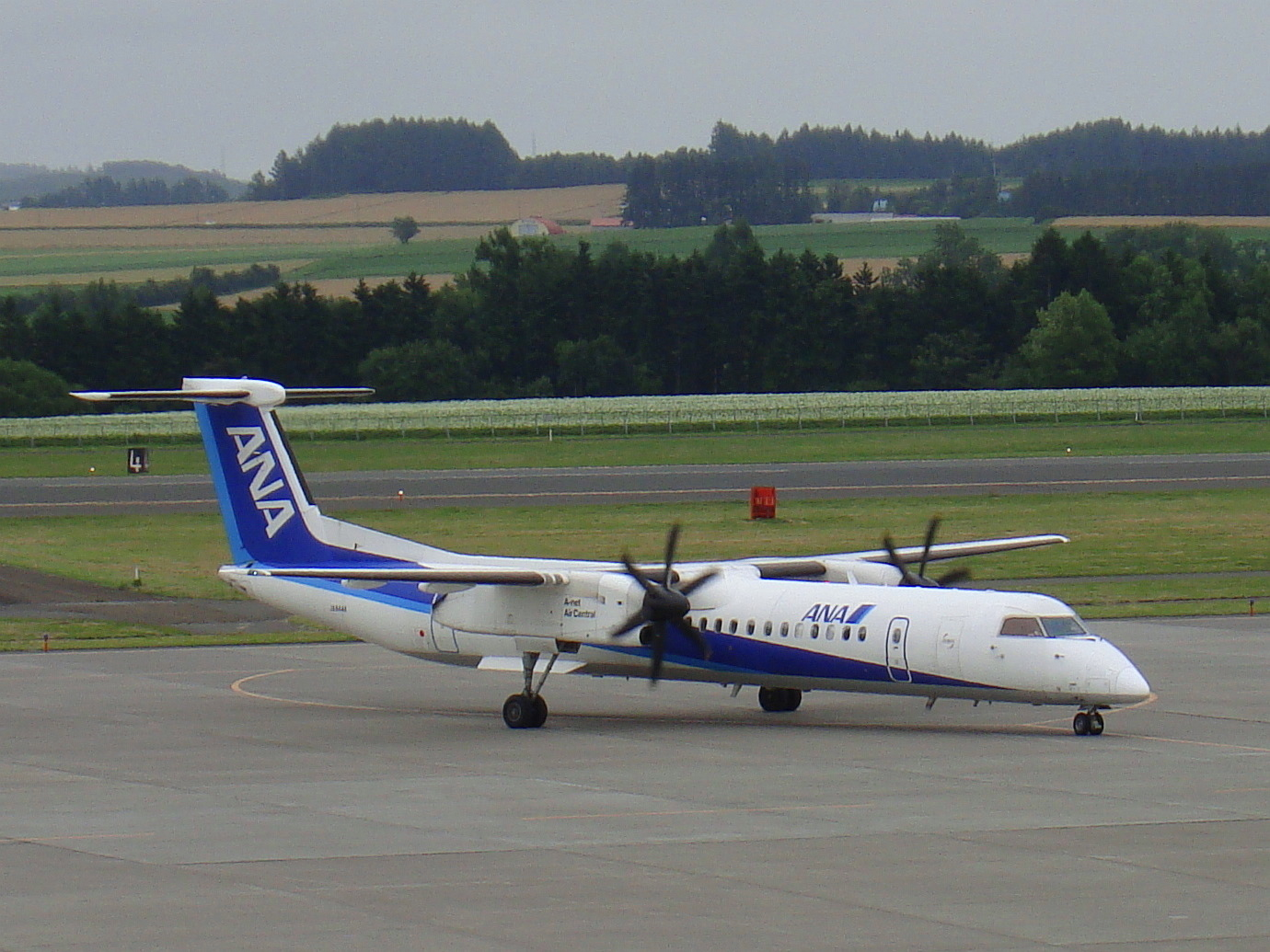
Dash 8 Q400 全日空塗裝

Air Nippon Network，是全日本空輸（ANA）系列的日本的航空公司。俗稱是A-net。

## 歷史
- 2001年4月：由母公司日空航空出資成立，是一間全資的子公司，公司總部設在札幌丘珠。
- 2002年3月：從國土交通省得到交通營業許可。
- 2002年7月：開始使用龐巴迪Dash 8-300 (Q300)型 航行。開始運作於（札幌丘珠 - 函館・釧路・紋別、東京（羽田） - 大島）之間。
- 2002年10月：在伊丹，在大阪開設Air Nippon Network的事業準備室。
- 2002年12月：由（札幌丘珠 - 中標津）的航線開始運作。
- 2003年4月：由（札幌丘珠 - 稚內、新千歲-稚內、利尻）的航線開始運作。
- 2003年9月：由（札幌丘珠・新千歲 - 女滿別）的航線開始運作。
- 2003年11月：開始使用龐巴迪Dash 8-400 (Q400)型 航行。同時由（大阪伊丹 - 高知）的航線開始運作、事業擴展至關西地區。
- 2004年4月：與全日空航空統一航班編號。同時將位於北海道札幌的分公司總部遷移到全日空航空位於東京大田區的總社。
- 2010年7月：札幌丘珠機場撤退。 以札幌地區的據點為新千歲機場轉移。
- 2010年10月1日：全日空控股將AIR NEXT和中部航空併入日本航空網絡後，改名成立全日空之翼航空。

## 現有機隊
| 機型              | 數量 | 載客量 （頭等艙／商務艙／特級經濟艙／經濟艙） | 航線       | 備註               |
| ----------------- | ---- | --------------------------------------------- | ---------- | ------------------ |
| 龐巴迪Dash 8 Q300 | 5    | 56（全經濟）                                  | 地區性航線 |                    |
| 龐巴迪Dash 8 Q400 | 14   | 74（全經濟）                                  | 地區性航線 | 與中部航空共同營運 |

### 塗裝
航機機身使用全日本空輸原有的藍白色的底色為主，機底下附有Air Nippon Network的文字和日本國旗，此外有一部份航機在機尾附有大型的向日葵，山茶花和鈴蘭等花紋圖案，機部底下並帶有以羅馬字型所寫的，附在該機上那種花紋的名稱。在2009年10月，機身已變更為類似海洋的藍色塗漆。

## 路線
※全部作為全日本空輸航班航行
2007年12月至現在
- 東京國際機場 - 大島機場、三宅島機場
- 大阪國際機場 - 大館能代機場、新潟機場、石見機場、松山機場、高知機場、福岡機場、佐賀機場
- 關西國際機場 - 高知機場
- 丘珠機場 - 稚内機場、女滿別機場、中標津機場、釧路機場、函館機場

在東京國際機場出發和到達路線和丘珠機場出發和到達路線以DHC-8-300航行。
在其他機場出發和到達路線則由DHC-8-400航行，此外如果有其他目的地的航線比上述的相反，就會用貨物搭載來取替。

## 外部連結
Air Nippon Network（日語）